# منحنی تداوم بار

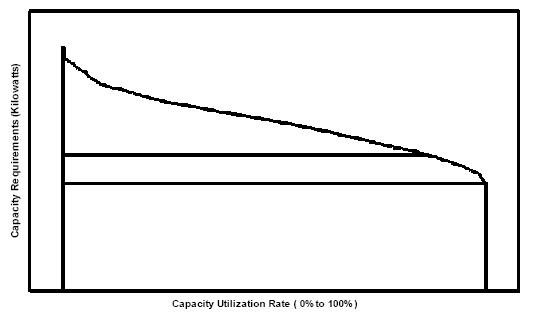
یک منحنی تداوم بار نمونه

یک منحنی تداوم بار (به انگلیسی: Load duration curve) یا به‌طور مخفف LDC در تولید برق استفاده می‌شود تا رابطه بین نیاز به ظرفیت تولید و استفاده از ظرفیت را نشان دهد.LDC شبیه به یک منحنی بار است اما داده تقاضا به صورت نزولی مرتب می‌شوند، نه از لحاظ زمانی. منحنی تداوم بار الزامات استفاده از ظرفیت برای هر افزایش بار را نشان می‌دهد. ارتفاع هر برش اندازه‌گیری ظرفیت است و عرض هر برش اندازه‌گیری میزان استفاده یا ضریب ظرفیت است. محصول این دو اندازه‌گیری انرژی الکتریکی (به عنوان مثال کیلووات ساعت) است.
منحنی مدت زمان قیمت، نسبت زمانی را نشان می‌دهد که قیمت برای آن از یک مقدار معین فراتر رفته‌است.
در کنار هم، منحنی مدت زمان قیمت و منحنی تداوم بار، تحلیلگر را قادر می‌سازد تا رفتار بازار برق را درک کند، به عنوان مثال، درک احتمال افزایش نیاز به نیروگاه بار اوج برای سرویس و تأثیر این مسئله بر قیمت برق را ممکن می‌سازد.